# 拉布谷
拉布谷（Labou Vallis）是火星门农尼亚区的一条河谷，其中心坐标位于南纬8.7度、西经154.5度处，全222公里长，谷壁上分布有暗坡条纹，这些条纹通常被认为是陡坡上浅色尘埃崩塌下滑后所暴露出的深色底层岩石。拉布是曼格拉谷的一条支道，从后者坑壁开裂处的底表延伸出来。

## 命名
“拉布（Labou）”一词的起源以前被认为是法语单词“火星”，但后来发现这一说法并不正确。